# Pistolet maszynowy FMBP M/976
9 mm pistolet maszynowy FMBP M/976 – portugalski pistolet maszynowy.
Pistolet został opracowany w latach 80. Produkowała go firma Industrias Nacionais de Defenca EP (INDEP) w Lizbonie. Jest to odmiana pistoletu maszynowego FBP M/948. Różni się od niego technologią wykonania i może być wyposażona w osłonę lufy.